# Alchemilla denticulata
Alchemilla denticulata é uma espécie de rosácea do gênero Alchemilla, pertencente à família Rosaceae.